# Bojacá
Bojacá és un dels 116 municipis del departament de Cundinamarca, Colòmbia. Està situat a la província de Sabana Occident, a 40km de Bogotà. La població va ser fundada en 1573. Té una històrica tradició religiosa que ha convertit el seu temple i la imatge de la seva Verge en un lloc de peregrinació. Forma part de l'Àrea Metropolitana de Bogotà segons el cens del DANE en 2005.
Bojacá en llengua chibcha vol dir 'tancat morat', segons Acosta Ortegón, Miguel Triana diu que Moxacá engendra l'actual nom de Bojacá, que deriva de boxio, morat i ca, tancat, o sigui tancat morat. Es creu que va ser fundada per Gonzalo Jiménez de Quesada en 1537. Posteriorment aquest territori va ser repartit en tres encomanes, Bobacé, Bojacá i Cubiasuca.
Limita pel nord amb Zipacón, Madrid i Facatativá. Per l'est amb Madrid i Mosquera. Pel sud amb Soacha i Sant Antonio del Tequendama. Per l'oest amb Tena, La Taula i Zipacón. El municipi té una extensió de 109 quilòmetres quadrats. La capçalera municipal es troba a 2.598 msnm i té una temperatura mitjana de 14 °C.